# Видјајево
Видјајево (рус. Видяево) насељено је место на крајњем северозападу европског дела Руске Федерације. Налази се на северној обали Мурманске области и има статус затворене административно-територијалне јединице у којој се налази база руске Северне флоте.
Основан је 1958. године, и обухвата територију површине 77,46 km². Према проценама националне статистичке службе Русије за 2016. на подручју Видјајева живело је 6.303 становника.

## Географија
Видјајево се налази у северном делу Мурманске области, у западном делу Мурманске обале, на око 40 km северозападно од града Мурманска. Лежи на југозападној обали Урског залива Баренцовог мора, на месту где се у залив улива малена река Урица. Централни део насеља налази се на надморској висини од 5 m.

## Историја
Видјајево је званично основано 31. јула 1958. године. Тог датума је главни штаб Морнарице Совјетског Савеза донео одлуку о оснивању војне луке за подморнице у Урском заливу. Паралелно са војном базом настало је насељено место под именом Урица у ком су живели војници и ардници запослени у бази. Садашње име насеље добива 1964. године, у част совјетског официра Фјодора Видјајева који је погинуо током Другог светског рата служећи као заповедник подморнице SHCH-402.
Године 2001. подручје око базе, укључујући и насеља Видјајево и Чан Ручеј, административно је уређено као затворена административно-територијална организација од виталног националног интереса, и има посебан административни статус унутар Мурманске области. ЗАТО Видјајево обухвата подручје површине 77,46 km². Насеље Чан Ручеј је након 2010. званично проглашено угашеним.

## Демографија
Према подацима са пописа становништва 2010. у насељу је живело 5.771 становника, док је према проценама националне статистичке службе за 2016. насеље имало 6.303 становника.
| 1939. | 1959. | 1970. | 1979. | 1989. | 2002. | 2010. | 2016. |
| ----- | ----- | ----- | ----- | ----- | ----- | ----- | ----- |
| ---   | ---   | ---   | ---   | ---   | 6.307 | 5.771 | 6.303 |